# Xã Canaan, Quận Madison, Ohio
Xã Canaan (tiếng Anh: Canaan Township) là một xã thuộc quận Madison, tiểu bang Ohio, Hoa Kỳ. Năm 2010, dân số của xã này là 2.567 người.